# Jan Šáral
Jan Šáral (* 14. října 1944) je bývalý český fotbalový útočník. Jeho vnukem je fotbalista Jan Chramosta. Žije v Praze.

## Hráčská kariéra
V československé lize hrál za VCHZ Pardubice, vstřelil jeden prvoligový gól.

### Prvoligová bilance
| Ročník          | Zápasy | Góly | Minuty | Klub              |
| --------------- | ------ | ---- | ------ | ----------------- |
| I. liga 1968/69 | 4      | 1    | 222    | TJ VCHZ Pardubice |
| CELKEM I. LIGA  | 4      | 1    | 222    |                   |